# Wilton (Australia)
Wilton – miasto w Australii, w stanie Nowa Południowa Walia.